# Ivanhoe (film 1913 Brenon)
Ivanhoe è un film del 1913 diretto e sceneggiato da Herbert Brenon e prodotto dalla Independent Moving Pictures di Carl Laemmle, basato sull'omonimo romanzo di Walter Scott. Il film è stato girato in Inghilterra e nel castello di Chepstow nel Galles.
Una delle copie di questo film è conservata nel museo d'arte moderna di Manhattan a New York.
La trama rispecchia quella del romanzo originale, dato l'arco di soli cent'anni fra la scrittura del romanzo (pubblicato a Edimburgo nel 1819) e la produzione del film.
Nel luglio 1913 era uscita la prima versione per il cinema del romanzo di Scott, un Ivanhoe prodotto nel Regno Unito e diretto da Leedham Bantock.
Nel 1952 ne venne fatto un remake dalla MGM: questo Ivanhoe fu diretto da Richard Thorpe e interpretato da Robert Taylor, Elizabeth Taylor, Joan Fontaine e George Sanders.

## Trama

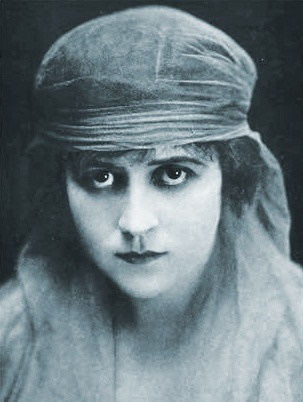
Leah Baird
in Stars of the Photoplay

Wilfred d'Ivanhoe, figlio di Cedric di Rotherwood, fiero sassone rispettoso delle sue origini e tradizioni, ritorna in Inghilterra dopo la terza crociata dopo essere stato diseredato dal padre. Egli si presenta al torneo di Ashby sotto il nome di cavaliere "Diseredato", durante il quale batte tutti i cavalieri normanni, aiutato da un ignoto "Cavaliere Nero". Ivanhoe si innamora di colei che aveva scelto come regina del torneo, Lady Rowena. La gara del tiro con l'arco viene vinta da Locksley (Robin Hood), un arciere sassone. Dopo il torneo Ivanhoe cade a terra ferito; la bella ebrea Rebecca, figlia di Isacco di York, lo porta nella sua casa e lo cura innamorandosi di lui. Intanto la comitiva di Cedric viene assaltata dai Normanni e portata al castello di Front de Beuf. Il cavaliere nero, aiutato da Locksley e da due servi di Cedric, Wamba e Gurth, assale il castello e libera i sassoni, fra cui Isacco e Ivanhoe. Il normanno Reginald Front de Beuf muore tra le fiamme, mentre Rebecca viene rapita da Brian de Bois-Guilbert e portata a Templestowe, sede dei templari. Il Gran Maestro scopre le intenzioni di Bois-Guilbert e condanna Rebecca a morte per stregoneria. Rebecca si può salvare solo se il suo campione sconfiggerà Bois-Guilbert. In aiuto di Rebecca accorre Ivanhoe, che sconfigge Bois-Guilbert, provocandone la morte. Ivanhoe sposa Lady Rowena e servirà re Riccardo I d'Inghilterra, che si rivela togliendosi il travestimento da cavaliere nero.

## Produzione
Il film fu prodotto dall'Independent Moving Pictures Co. of America (IMP).

## Distribuzione
Il film uscì nelle sale cinematografiche statunitensi il 22 settembre 1913, distribuito dall'Universal Film Manufacturing Company. Copie della pellicola sono conservate negli archivi del Museum of Modern Art di New York, del BFI di Londra, del George Eastman House di Rochester e del Filmmuseum di Amsterdam.

## Versioni cinematografiche
- Ivanhoe, film del 1913 diretto da Leedham Bantock
- Ivanhoe, film del 1913 diretto da Herbert Brenon (con King Baggot e Leah Baird)
- Ivanhoe, film del 1952 diretto da Richard Thorpe (con Robert Taylor, Elizabeth Taylor e Joan Fontaine)